# Пет леки пиеси
„Пет леки пиеси“ (на английски: Five Easy Pieces) е американски драматичен филм, излязъл по екраните през 1970 година, режисиран от Боб Рафeлсън с участието на Джак Никълсън в главната роля.

## Сюжет
Боби не е доволен от ситуацията в семейството си, всички са прекалено равнодушни към заобикалящите ги проблеми и не предприемат нищо, за да ги разрешат, затова решава да напусне родния дом и да тръгне по света. Никъде на успява да се задържи за повече от няколко дни.
Единственият човек, с когото се сприятелява е затворник, пуснат под гаранция. Няма успех и с жените. Явно проблемът е в Боби. В това, че той постоянно бяга. Бяга от хората, бяга от градовете, бяга от самия себе си...

## В ролите
| Изпълнител         | Роля                      |
| ------------------ | ------------------------- |
| Джак Никълсън      | Робърт (Боби) Ероика Дюпа |
| Карън Блек         | Райет Дипесто             |
| Сюзън Анспач       | Катрин Ван Ост            |
| Лоис Смит          | Партита Дюпа              |
| Ралф Уейт          | Карл Фиделио Дюпа         |
| Били „Грийн“ Буш   | Елтън                     |
| Ирене Дейли        | Самия Главия              |
| Тони Басил         | Тери Грюс                 |
| Хелена Калианиотес | Палм Аподака              |
| Уилям Чейли        | Никола Дюпа               |